# 극고주파
극고주파(極高周波, Extremely high frequency, EHF)는 30~300 기가헤르츠(GHz)의 전자기 스펙트럼의 무선 주파수 대역을 위해 국제전기통신연합(ITU)이 할당한 주파수이다. 초고주파(super high frequency)와 원적외선 사이에 위치하며, 그 중 더 낮은 것은 테라헤르츠파으로도 부른다.
이 대역의 전파에는 10에서 1 밀리미터의 파장이 있으므로 밀리미터 대역(millimetre band)으로 불리며 이 대역의 파는 밀리미터파(millimetre waves) 또는 간단히 MMW, mmW, mmWave로 부른다. 밀리미터 길이의 전자기파는 벵골계 인도의 물리학자 자가디시 찬드라 보스가 1894~1896년 자신의 실험에서 최대 60GHz에 도달한 당시 처음으로 탐구되었다.
더 낮은 대역과 비교하여 이 대역의 무선 주파수들은 높은 대기 감쇠가 있다. 대기의 기체에 흡수된다는 의미이다. 그러므로 도달 거리가 짧으며 대략 1킬로미터 이상의 지상 전파 통신용으로만 사용이 가능하다. 대기의 습기에 의한 흡수는 사막 환경을 제외하고는 중요하며 강수에 의한 감쇠는 단거리를 넘어설 경우 심각한 문제이다.

## 같이 보기
- 전자기 차폐
- 마이크로파
- 테라헤르츠파